# Isabelle Thomas
Isabelle Thomas (født 26. november 1961 i Le Blanc-Mesnil ved Paris, Seine-Saint-Denis, Île-de-France, Frankrig) er en tidligere fransk socialistisk politiker, der i december 2017 tilsluttede sig et nyt venstreorienteret parti.

## Kampagnen for Benoît Hamon
I 2017 var Isabelle Thomas europapolitisk ordfører i kampagnen for valget af Benoît Hamon til Frankrigs præsident. I november 2017 meldte Isabelle Thomas sig ud af  Socialistpartiet, og den 5. december 2017 meddelte hun Europa-Parlamentet, at hun havde meldt sig ind i Benoît Hamons nye mere venstreorienterede parti.

## Medlem af Europa-Parlamentet
Isabelle Thomas er indvalgt i Europa-Parlamentet for den vestfranske kreds (Bretagne, Pays de la Loire og den nordlige del af Nouvelle-Aquitaine). Hun har tilsluttet sig Den socialistiske gruppe. Hendes første periode i Europa-Parlamentet var 2012 – 2014, og hun er genvalgt for perioden 2014 – 2019.

## Andre poster
Isabelle Thomas var medstifter af SOS mod Racisme i 1984.
Hun har været medlem af byrådet i Saint-Malo og næstformand for regionsrådet i Bretagne. Hun havde ansvaret for regionens havpolitik og beskyttelsen af kysten.